# Cooper City
Cooper City é uma cidade localizada no estado americano da Flórida, no condado de Broward. Foi incorporada em 1959.

## Geografia
De acordo com o United States Census Bureau, a cidade tem uma área de 21,6 km², onde 20,8 km² estão cobertos por terra e 0,8 km² por água.

### Localidades na vizinhança
O diagrama seguinte representa as localidades num raio de 8 km ao redor de Cooper City.

## Demografia
Segundo o censo nacional de 2010, a sua população é de 28 547 habitantes e sua densidade populacional é de 1 370,90 hab/km². Possui 9 912 residências, que resulta em uma densidade de 476 residências/km².

## Geminações
- Killarney, Condado de Kerry, Irlanda[4]